# Capasa ruptifascia
Capasa ruptifascia är en fjärilsart som beskrevs av Louis Beethoven Prout 1929. Capasa ruptifascia ingår i släktet Capasa och familjen mätare. Inga underarter finns listade i Catalogue of Life.